# Il pupazzo parlante
Il pupazzo parlante (Night of the Living Dummy) è la settima storia della serie horror per ragazzi Piccoli brividi, scritta da R. L. Stine.
Si tratta del primo libro in cui fece la prima comparsa del malefico pupazzo parlante Slappy, antagonista principale di alcuni successivi libri e destinato a diventare uno dei personaggi cattivi più famosi della serie Piccoli brividi di R. L. Stine.

## Trama
Kris e Lindy Powell sono due sorelle gemelle in competizione perenne tra di loro e per questo i loro genitori sono costretti a sorbirsi i loro continui litigi. Un giorno, durante un'escursione in una casa abbandonata, Lindy nota qualcosa dall'aspetto antropomorfo sporgere tra le macerie. Quando lo tira fuori, si rende conto che l'oggetto umanoide è un pupazzo di legno da ventriloquo, che lei decide di chiamare Slappy (Sventola nella prima traduzione italiana). Lo porta a casa ed inizia ad esercitarsi nell'arte del ventriloquio. Questo suscita l'invidia di Kris, che però pochi giorni dopo riceve dal padre un pupazzo simile a Slappy, che chiama signor Gambadilegno.
Anche Kris si esercita con il suo pupazzo, sperando di ottenere un successo maggiore di quello di Lindy, che nel frattempo usa il suo talento per intrattenere i bambini alle feste di compleanno. Ad un certo punto Kris inizia a sospettare che il suo pupazzo sia vivo e cattivo, poiché iniziano ad accadere cose strane, di cui il pupazzo sembra essere responsabile. Ad esempio, del cibo tirato fuori dal frigorifero e lanciato sul pavimento. Questa si rivelerà però solo una ripicca di sua sorella Lindy. Un giorno però, Kris trova nel taschino del pupazzo un biglietto con una strana formula "KARRU MARRI ODONNA LOMA MOLONU KARRANO", che legge ad alta voce. A quel punto il pupazzo prende veramente vita e per Kris è l'inizio di un incubo: viene infatti incolpata ingiustamente di cose che non ha fatto. Mentre si esibisce davanti agli anziani coniugi Miller venuti a prendere il caffè, il pupazzo li insulta e per questo viene punita. Durante un'esibizione nell'auditorium scolastico, il signor Gambadilegno prima insulta la conduttrice e poi vomita un liquido verde e puzzolente sul pubblico, facendo scappare tutti. Una notte infine, il pupazzo dice a Kris che è stata lei a portarlo in vita pronunciando la formula magica e che ora sarà la sua schiava per tutta la vita. Kris, con l'aiuto della sorella cerca in ogni modo di liberarsi del malefico pupazzo, pronunciando la formula magica di nuovo, provando a tagliargli la testa ed infine chiudendolo in una valigia che seppelliscono poi sotto un cumulo di macerie.
Ogni tentativo però fallisce. Le due sorelle provano a spiegare la situazione ai genitori, ormai furiosi con loro per via dei loro pupazzi, ma ovviamente non vengono credute. Alla fine Lindy e Kris provano un'ultima volta a sbarazzarsi del pupazzo gettandolo fuori casa. Il fantoccio cerca di tornare, ma viene investito e tritato da uno schiacciasassi che passava nelle vicinanze. Con la morte del signor Gambdilegno, Kris e Lindy possono tirare un sospiro di sollievo... fino a quando Slappy, che fino a quel momento era rimasto inanimato, afferra Kris per un braccio e le chiede: "Ehi, schiava, il mio collega si è finalmente tolto di mezzo? Finalmente, credevo non avrebbe mai levato le tende!". 

## Personaggi
- Kris Powell - La protagonista del romanzo. In perenne competizione con la sorella gemella Lindi, mostra delle doti di ventriloqua. Ma il pupazzo che le regalano i genitori sembra voler fare di testa sua.
- Lindy Powell - Sorella gemella di Kris. Grazie alla sua nuova passione per il ventriloquio, farà avere alla sorella il desiderio di provarci anche lei.. con tragici risultati.
- Mr. e Ms. Powell - I genitori di Kris e Lindi.
- Slappy (Sventola nella prima traduzione) - Il pupazzo trovato da Lindy, fatto interamente di legno. È inanimato per tutta la storia, ma alla fine del libro esclama: "Ehi, schiava, il mio collega si è finalmente tolto di mezzo? Finalmente! Temevo che non avrebbe mai levato le tende!"
- Signor Gambadilegno (Mr. Wood in originale) - Il pupazzo di Kris. Torna in vita grazie ad un'antica formula magica e combina disastri al limite del sopportabile, dei quali Kris viene ingiustamente incolpata. Trova la morte quando uno schiacciasassi lo stritola in mille pezzi.
- Cody - Un amico di Kris e Lindy.
- Mrs. Berman - L'insegnante di musica di Kris e Lindy.

## Sequel
Al personaggio di Slappy (introdotto per la prima volta in questo romanzo) sono stati successivamente dedicati altri cinque libri della serie:
- Il pupazzo parlante n.2
- Il pupazzo parlante n.3
- Il pupazzo parlante n.4
- L'incubo di Slappy

Per poi essere ripreso in La vendetta di Badboy (Revenge of the Living Dummy) della serie Horrorland e nell'inedito Son of Slappy della serie Goosebumps Most Wanted. Questi libri non rappresentano un sequel diretto del primo libro, ma sono semplicemente accomunati dall'avere in comune il personaggio di Slappy.

## Adattamenti
Questo romanzo non ha beneficiato di un adattamento televisivo, in quanto l'episodio omonimo della serie TV Piccoli Brividi è in realtà l'adattamento del successivo libro della saga incentrata su Slappy. Nell'adattamento cinematografico del 2015, Slappy appare come antagonista principale.

## Edizioni
- R. L. Stine, Il pupazzo parlante, traduzione di Chiara Belliti, collana Piccoli brividi, Arnoldo Mondadori Editore, 1995,  p. 175, ISBN 88-04-39615-6.